# 4223 Сікоку
4223 Сікоку (4223 Shikoku) — астероїд головного поясу, відкритий 7 травня 1988 року.
Тіссеранів параметр щодо Юпітера — 3,223.
Названо на честь Сікоку (яп. しこく(四国) сікоку).